# یحیی آل اسحاق
یحیی آل‌اسحاق (زادهٔ ۱۳۲۸) وزیر بازرگانی در دولت ششم، رئیس پیشین اتاق بازرگانی، صنایع، معادن و کشاورزی تهران و رئیس فعلی اتاق مشترک بازرگانی، صنایع، معادن و کشاورزی ایران و عراق است. وی سابقهٔ عضویت در حزب مؤتلفه اسلامی را دارد.

## زندگی سیاسی
آل‌اسحاق در سال ۱۳۲۸ در قم زاده شد؛ اما از آن جا که خانواده‌اش اهل روستای خوئین از توابع زنجان هستند، شناسنامه‌اش از این شهر صادر شده است.
او که سابقه‌ای ۳۰ ساله در مدیریت اقتصاد ایران دارد، در سال ۱۳۶۰ با تصدی مدیریت مرکز تهیه و توزیع منسوجات به دولت پیوست و به عنوان معاون حبیب‌الله عسگراولادی در وزارت بازرگانی مشغول به فعالیت شد. او پس ازآن در وزارت دفاع و وزارت صنایع و معادن نیز به عنوان معاون وزیر به کار مشغول شد.
اکبر هاشمی رفسنجانی او را به عنوان وزیر بازرگانی دولت خود برگزید و او در فاصله سال‌های ۱۳۷۲ تا ۱۳۷۶ که هاشمی رفسنجانی به عنوان رئیس‌جمهور ایران برگزیده شد، وزیر بازرگانی دولت ششم بود.
یحیی آل‌اسحاق که زاده پدری روحانی وانقلابی است، از چهره‌های مدافع اقتصاد آزاد به‌شمار می‌رود که در طول سال‌های گذشته به دلیل اهتمام به عقاید اقتصاد بازار، به یکی از چهره‌های شاخص طرفدار بخش خصوصی بدل گشته است.
یحیی آل اسحاق دو بار در سال‌های ۱۳۸۵ و ۱۳۸۹ و ۱۳۹۳ در انتخابات اتاق‌های بازرگانی شرکت کرد و موفق شد به عنوان نماینده بخش خصوصی وارد اتاق بازرگانی و صنایع و معادن تهران شود. رأی او در انتخابات اسفند۱۳۹۳ اتاق بازرگانی تهران بیشترین رأی یک فرد در تاریخ این انتخابات بوده است. با این حال او در انتخابات هیئت رئیسه اتاق تهران در اردیبهشت ۱۳۹۴ شرکت نکرد و جای خود را به مسعود خوانساری داد.
در ۲ اسفند ۱۳۹۱ حزب موتلفه اسلامی «یحیی آل‌اسحاق» را به عنوان کاندیدای انتخابات ریاست جمهوری ۱۳۹۲ این حزب معرفی کرد
یحیی آل اسحاق در یک کنفرانس خبری در ۲۲ اسفند ۱۳۹۱ اعلام کرد به عنوان کاندیدای انتخابات ریاست جمهوری یازدهم وارد عرصه خواهد شد.
در پی درگذشت حبیب‌الله عسگراولادی به عنوان عضو شورای مرکزی کمیته امداد امام خمینی سیدعلی خامنه‌ای به پیشنهاد شورای مرکزی کمیته امداد با عضویت یحیی آل اسحاق در شورای مرکزی این نهاد موافقت کرد. آل اسحاق فعالیت در معاونت برنامه‌ریزی و عضویت در هیئت مدیره مجتمع اقتصادی کمیته امداد امام خمینی را در کارنامه خود دارد.
یحیی آل اسحاق برای انتخابات مجلس شورای اسلامی ۱۳۹۴ در لیست نهایی سی نفره «اصولگرایان» در شهر تهران قرار گرفته بود. او مانند سایر افراد فهرست اصولگرایان موفق به اخذ آرای کافی مردم تهران در انتخابات مجلس دهم نشد.

## تحصیلات
1. کارشناسی مدیریت بازرگانی
2. کارشناسی ارشد مدیریت صنعتی
3. دکترای مدیریت راهبردی[۱۰]

## سوابق کاری
- مدیرعامل و رئیس هیئت مدیره مرکز تهیه و توزیع منسوجات
- معاون وزیر بازرگانی در امر خرید
- نائب رئیس اتاق بازرگانی و صنایع و معادن ایران
- معاون وزیر صنایع در امور اقتصادی و بین‌الملل
- معاون بازرگانی سازمان صنایع دفاع
- وزیر بازرگانی
- عضو هیئت امناء دانشگاه‌های شرق کشور
- رئیس انجمن علمی بازرگانی کشور
- عضو هیئت امناء بنیاد مستضعفان
- قائم مقام بنیاد مستضعفان و رئیس هیئت مدیره سازمانهای: (عمران-سیاحتی-اموال و املاک-صنایع) و رئیس هیئت مدیره سیمان تهران
- رئیس اتاق بازرگانی و صنایع و معادن تهران
- عضو هیئت مدیره سازمان اقتصاد اسلامی ایران